# The Song Remains the Same (film)
The Song Remains the Same is een concertfilm van de Engelse rockband Led Zeppelin.
Led Zeppelin speelde drie avonden (27, 28 en 29 juli 1973) in Madison Square Garden in New York om deze film op te nemen. Deze drie concertavonden werden later gemixt door Eddie Kramer in de Electric Lady Studios. Meer filmopnames waren gepland voor de tour van 1975, maar dit is er nooit van gekomen. De film kwam uit op 20 oktober 1976 en bereikte nummer 1 in het Verenigd Koninkrijk en nummer 2 in de Verenigde Staten.
Het gelijknamige album verscheen twee dagen later, op 22 oktober.

## Achtergrond
Led Zeppelin had eind 1969 plannen om een van hun liveconcerten op beeld op te nemen en als documentaire uit te brengen, om zodoende een beeld te schetsen van het leven rond de band. Manager Peter Grant stelde voor om de film niet op televisie maar in de bioscoop te vertonen. Hij vond de geluidskwaliteit van het medium tv niet toereikend genoeg om de band goed uit de verf te laten komen. Het concert dat de band gaf op 9 januari 1970 in de Royal Albert Hall in Londen  werd opgenomen door filmmakers en regisseurs Peter Whitehead en Stanley Dorfman. Na het zien van de opnames keurden de bandleden het materiaal echter af omdat ze vonden dat ze er gedateerd uitzagen. De film ging het archief in maar verscheen in 2003 geremasterd op de Led Zeppelin DVD.
Op 20 juli 1973, tijdens de concerttour door de VS, zocht Peter Grant contact met de Amerikaanse regisseur Joe Massot. De twee kenden elkaar via Led Zeppelin gitarist Jimmy Page en diens toenmalige vriendin Charlotte Martin. Grant had kort daarvoor nog een aanbod van Massot afgeslagen om een film over de band te maken maar door het enorme succes van de VS tour, veranderde Grant van gedachten en bood hem de functie van regisseur aan.
Grant zei hier later over:

Het begon in het Sheraton Hotel in Boston. We waren al langer van plan om een film te maken en Jimmy wist dat Joe Massot geïnteresseerd was. We belden hem en hij kwam. Het was allemaal heel snel geregeld 

Joe Massot stelde een filmploeg samen en filmde vervolgens de drie optredens in "Madison Square Garden" in New York op 27, 28 en 29 juli 1973. De film werd in zijn geheel gefinancierd door de band en opgenomen op 35mm-film met een 24-sporen quadrafonische geluidsopname.

## Originele filmopnames
De Engelse filmploeg van Joe Massot werd in eerste instantie tegengehouden door de plaatselijke vakbond. Door tussenkomst van de advocaten van Led Zeppelin werd, na onderhandelingen met de bond, alsnog toestemming verleend voor de filmopnames.
De opnames aan het begin van de film, van de aankomst van Led Zeppelin op het vliegveld met hun privévliegtuig "The Starship" en de, door motoren begeleidde, autorit naar het concert zijn gefilmd in Pittsburgh op 24 juli 1973 voor een optreden in het "Three Rivers Stadium".
Zanger Robert Plant en drummer John Bonham droegen alle concertavonden dezelfde kleding, zodat het na de eindmontage zou lijken alsof de film in één keer opgenomen was. Bassist John Paul Jones en gitarist Jimmy Page deden dit niet, wat bij de eindmontage voor problemen zorgde. Page droeg tijdens het nummer Rock and roll een andere outfit dan tijdens het nummer Celebration Day. In 1997 zei Jones in een interview dat hij aan de filmploeg had gevraagd op welke avonden er gefilmd werd:

Dan bewaar ik het shirt voor de volgende opname. Maar wat gebeurt er? Ik kom het podium op en zie de camera's klaarstaan om te filmen.

Naarmate de populariteit van Led Zeppelin toenam, werd manager Peter Grant beroemd en berucht vanwege de manier waarop hij de belangen en de financiën van de band behartigde. Een voorbeeld daarvan is een scène in de film waarin hij in discussie gaat met een concertpromotor. Toen Warner Bros. de film na de eindmontage goedkeurde, deden ze dat onder de voorwaarde dat de scheldwoorden die Grant tijdens de discussie had gebruikt, eruit “gepiept” zouden worden. Eindregisseur Peter Clifton voldeed aan het verzoek en de film werd alsnog goedgekeurd. Daarna echter werden de “piepjes” er door Clifton weer uitgehaald en was de tekst alsnog volledig hoorbaar.
Op 29 juli 1973 werd er, toen de band in het Drake Hotel in New York logeerde, $203.000,- uit hun hotelkluis gestolen, maar de dader werd nooit achterhaald en het geld werd nooit teruggevonden. De band klaagde uiteindelijk het hotel aan. In de scène waar Peter Grant voor verhoor over de diefstal naar het politiebureau wordt vervoerd, is te zien dat zijn arm uit het raam van de politiewagen hangt. Volgens Grant was de reden dat hij niet gehandboeid was, dat de politieman die de wagen bestuurde drummer was geweest in een band die ooit de Engelse rockband The Yardbirds had begeleid tijdens een Amerikaanse tournee. Grant was toentertijd manager van "The Yardbirds".
De scènes waarin de politie een indringer achtervolgt en waarin Peter Grant de concertpromoter uitscheldt zijn opgenomen op 23 juli 1973 in het "Baltimore Civic Center" in de Amerikaanse stad Baltimore.

## Led Zeppelin versus Joe Massot
Omdat Peter Grant ontevreden was over de voortgang van de filmmontage, werd Joe Massot begin 1974 van het project gehaald en huurde Grant de Australische regisseur Peter Clifton in. Massot kreeg een aanbod van een paar duizend Engelse ponden ter compensatie. Grant stuurde toen iemand naar Massot's huis om de film op te halen maar Massot had hem ergens anders verstopt. In de plaats van de film werd er toen een kostbaar filmmontage-apparaat uit het huis van Massot als onderpand meegenomen. Die stapte op zijn beurt naar de rechter wat leidde tot een eindeloos geschil tussen beide partijen. Het kwam, na overleg tussen Grant en Led Zeppelin’s advocaat Steve Weiss, tot een oplossing: Joe Massot kreeg alsnog waar hij contractueel recht op had. Daarna werd de film door hem vrijgegeven. Ondanks dat Massot in 1976 niet werd uitgenodigd voor de première van de film in New York, was hij er toch bij. Hij kocht namelijk een kaartje van een zwarthandelaar die buiten het theater stond.

## Toegevoegde beelden
Peter Clifton ontdekte tijdens de eindmontage van de film dat er in de live beelden die gemaakt waren van de concerten, op cruciale momenten leegtes vielen. Hij stelde dan ook voor om het concert in augustus 1974 in zijn geheel opnieuw op te nemen in de "Shepperton Studio’s" in Shepperton in Engeland. Het podium van de "Madison Square Garden" werd hiervoor in de studio exact nagebouwd. Het nieuwe beeldmateriaal zou dan ingepast kunnen worden in bestaand materiaal uit 1973. Toen de opnames plaats moesten vinden was bassist John Paul Jones kort daarvoor naar de kapper geweest, hij moest dan ook tijdens de opnames een pruik dragen.
In de uitgave van mei 2008 van het Engelse muziektijdschrift "Uncut", zei Jimmy Page over de "Shepperton" opnames: 

Ik probeerde in Shepperton te spelen zoals in Madison Square Garden, alhoewel ik het muzikaal vrij dicht benaderde, was het niet perfect. De film die uiteindelijk verscheen is eigenlijk een beetje van alles wat.

Het plan om extra filmopnames te maken tijdens de najaarstour door de VS in 1975, werd geschrapt als gevolg van Robert Plant’s auto-ongeluk op het Griekse eiland Rhodos op 4 augustus 1975.
In 1976 werd er door de platenmaatschappij van Led Zeppelin, Atlantic, een nachtelijke voorvertoning van de film georganiseerd daags vóór de officiële verschijning. Directeur Ahmet Ertegün van Atlantic viel tijdens de voorstelling regelmatig in slaap.
Begin 1976 werd "The Song Remains the Same" eindelijk voltooid, achttien maanden later dan gepland en ruim boven het budget. Manager Peter Grant grapte:

Het is de duurste amateurfilm die ooit gemaakt is. 

## Reacties
De New Yorkse première van de film vond plaats in filmtheater Cinema I, dat speciaal hiervoor een quadrafonisch geluidssysteem huurde van Showco, een bedrijf uit Dallas. Voor de premières in het westen van de VS werd dit niet gedaan, wel werden deze premières, samen met die in Londen, bijgewoond door de bandleden.
De film leverde het eerste jaar na de première een brutowinst op van $ 10 miljoen. Ondanks dit commerciële succes kreeg de film negatieve recensies vanwege de amateuristische manier waarop hij geproduceerd was en de hedonistische inhoud. In Groot-Brittannië was de film geen groot succes, omdat Led Zeppelin er al ruim twee jaar niet had opgetreden vanwege belastingproblemen. Zodoende was de band bij het grote publiek uit beeld verdwenen.
Onder de echte fans van Led Zeppelin bleef de film echter populair. Tot aan het verschijnen van de Led Zeppelin DVD in 2003, was "The Song Remains the Same" de enige live documentaire die de fans tot hun beschikking hadden. Het verwierf de status van cultfilm en werd populair onder de bezoekers van filmhuizen. Nadat de film in Groot-Brittannië op VHS-video (1984) en DVD (1999) uitkwam was de band verzekerd van een groeiende schare fans.
Een aantal leden van Led Zeppelin vond de optredens, die in Madison Square Garden gefilmd waren, niet representatief genoeg omdat ze op het einde van een lange en vermoeiende concerttour opgenomen zijn. Toch toont de film aan hoe hoog het niveau van de optredens van de band was in die tijd. Tijdens een interview dat Jimmy Page in 1976 gaf aan het muziektijdschrift New Musical Express, zei hij hierover:

The Song Remains the Same is geen grootse film, excuses hiervoor maken heeft geen zin. Het geeft eigenlijk weer wat we als band op dat moment bereikt hadden. Ik vind het nu nog moeilijk om er naar te kijken, maar ik ben wel benieuwd om te zien hoe de film er over, pakweg, een jaar voorstaat.

Toen Page in 2003 beeldmateriaal terug keek voor de samenstelling van de Led Zeppelin DVD, besloot hij om nog niet eerder vertoonde beelden van de concerten in Madison Square Garden te gebruiken. John Paul Jones en Robert Plant vonden het maar niets, ze noemden het respectievelijk "één groot compromis" en "een grote hoop met onzin." 
Ondanks de gebrekkige techniek, wordt de film alom gezien als een historisch document dat een beeld laat zien van Led Zeppelin op het toppunt van hun populariteit.

## Nummers
1. Bron-Yr-Aur (Page) (Gebruikt als achtergrondmuziek aan het begin van de film)
2. Rock and roll (Page, Plant, Jones, Bonham)
3. Black dog (Page, Plant, Jones)
4. Since I’ve Been Loving You (Page, Plant, Jones)
5. No Quarter (Page, Plant, Jones)
6. The Song Remains the Same (Page, Plant)
7. The Rain Song (Page, Plant)
8. Dazed and Confused (Page, Jake Holmes)
9. Stairway to heaven (Page, Plant)
10. Moby Dick (Page, Jones, Bonham)
11. Heartbreaker (Page, Plant, Jones, Bonham)
12. Whole Lotta Love (Willie Dixon, Page, Plant, Jones, Bonham)
13. Stairway to heaven (Tijdens de aftiteling)

## Heruitgave 2007
Op 20 november 2007 verscheen de heruitgave op DVD met daarop alle vijftien nummers die in 1973 waren opgenomen tijdens de concerten in de Madison Square Garden. Toegevoegde nummers zijn: "Over the Hills and Far Away", "Celebration Day", "Misty mountain hop" en "The Ocean". Ook een interview uit 1976 dat Robert Plant en Peter Grant hadden met de BBC, beelden van de gelddiefstal uit de kluis in het Drake Hotel in New York uit 1973 en opnames van de Cameron Crowe radioshow uit 1976 zijn toegevoegd op de DVD.

## Bezetting
- Robert Plant - zang, mondharmonica
- Jimmy Page - akoestische gitaar, elektrische gitaar, theremin, achtergrondzang
- John Bonham - drums, percussie
- John Paul Jones - basgitaar, synthesizer, keyboards, mellotron

## Productie en techniek
- Jimmy Page - producer, geluidsmix
- Peter Grant - uitvoerend producent
- Ernie Day, Robert Freeman - fotografie
- Eddie Kramer - geluidstechnicus
- Joe Massot - regisseur
- David Gladwell - montage
- Peter Clifton - regisseur, eindmontage
- Ian Knight, Kirby Wyatt - lichttechniek
- Richard Cole - tourmanager
- Benji Le Fevre, Brian Condliffe, Mick Hinton, Ray Thomas - techniek
- Colin Arthur - Make Up
- Steven Weiss - advocaat (VS)